# Centrosymétrie

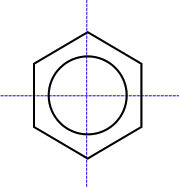
Le benzène est une molécule centrosymétrique car il possède un centre de symétrie.

La centrosymétrie est, en cristallographie, la propriété d'une structure cristalline ainsi que de son groupe de symétrie (groupe ponctuel, groupe d'espace) qui contient une symétrie centrale. Dans une telle structure groupe ponctuel, pour chaque point (x, y, z) il existe un point non discernable (-x, -y, -z). Les cristaux qui possèdent un centre d'inversion ne peuvent présenter certaines propriétés, telles que l'effet piézoélectrique.

## Chiralité et polarité
En l’absence de centre d’inversion, les termes  chiralité et  polarité sont souvent utilisés de façon incorrecte pour indiquer le groupe de symétrie au lieu de l’objet sur lequel le groupe agit.
Un objet est chiral s’il ne peut pas être superposé à son image spéculaire par une isométrie de première espèce (rotation, translation). Si l’objet possède dans son groupe de symétrie une opération de seconde espèce (réflexion, inversion ou rotoinversion) alors il n’est pas chiral. Une molécule ou une structure cristalline sera chirale seulement si son groupe ponctuel de symétrie ne contient que des opérations de première espèce, ce qui pour les groupes ponctuels cristallographiques se réduit à 1, 2, 3, 4, 6, 222, 422, 622, 32, 23 et 432 (selon les symboles de Hermann-Mauguin). Les groupes d’espace qui correspondent à ces groupes ponctuels sont appelés groupes de Sohncke.
Les groupes de Sohncke, ainsi que leurs groupes ponctuels, sont parfois erronément appelés groupes chiraux. Un groupe est lui-même chiral si, lorsqu’il est observé en tant qu’objet, ses éléments de symétrie ne sont reliés que par des opérations de première espèce. Cela correspond à dire que pour être chiral un groupe de symétrie doit avoir un normalisateur qui ne contient que des opérations de première espèce. Or, le normalisateur d’un groupe ponctuel est exprimé par rapport au groupe orthogonal O(3) et contient toujours des opérations de seconde espèce. Ainsi, un groupe ponctuel ne peut jamais être chiral. En revanche, le normalisateur d’un groupe d’espace est exprimé par rapport au groupe euclidien E(3) et peut être chiral. Parmi les 230 types de groupes d’espace, 22 sont chiraux et forment 11 paires de groupes énantiomorphes. Il s’agit d’un sous-ensemble des groupes de Sohncke.
Les groupes ponctuels compatibles avec l’existence d’une propriété vectorielle polaire font partie des groupes non centrosymétriques et sont souvent appelés groupes polaires, ce qui est potentiellement source de confusion. En effet, une propriété vectorielle polaire peut exister dans les groupes ponctuels cristallographiques 1, 2, 3, 4, 6, m, mm2, 3m, 4mm et 6mm, où on observe l’effet pyroélectrique : on parle ainsi de groupes pyroélectriques. Un groupe comme 321 n’est pas compatible avec l’existence d’une propriété vectorielle polaire. Il n’existe toutefois pas d’opération qui échange les deux moitiés de chaque axe binaire le rendant apolaire. Le terme groupe polaire suggère que le groupe lui-même contient des directions polaires, comme dans l’exemple en question, alors que le terme groupe pyroélectrique indique qu’aucune propriété vectorielle polaire n’est compatible avec ce groupe.